# Lista wysp Polski

## Wyspy w linii brzegowejZatoki Pomorskiej
- Uznam (współdzielona z Niemcami)
- Wolin – największa wyspa Polski (pow. 265 km²), w całości leżącą na terytorium Polski[1]

## WyspyZalewu Szczecińskiego
- Chełminek (pow. 10 ha)
- Łysa Wyspa przy Zatoce Nowowarpieńskiej (8 ha)
- Wichowska Kępa
- Wyspa Refulacyjna koło Trzebieży (3 ha)

## WyspyŚwinyiWicka Wielkiego
- Bielawki
- Chełminka
- Gęsia Kępa
- Koński Smug
- Karsibór (pow. 14 km²)
- Karsiborska Kępa (3 km²)
- Koprzywskie Łęgi
- Lądko
- Mielin
- Ostrówek (8,64 ha)
- Smug
- Świńskie Kępy
- Trzcinice (1 km²)
- Warnie Kępy
- Wielki Krzek
- Wiszowa Kępa
- Wola Kępa (10,78 ha)
- Wołcza Kępa
- Wydrza Kępa

## WyspyZalewu KamieńskiegoiDziwny
- Wyspa Chrząszczewska (pow. 10 km²)
- Gardzka Kępa (5,686 ha)
- Wolińska Kępa

## Wyspy w linii brzegowejZatoki GdańskiejiZalewu Wiślanego
- Ołowianka (pow. 5,21 ha)
- Ostrów (2,217 km²)
- Wyspa Portowa, Przeróbka, Stogi (26,4 km²)
- Wyspa Sobieszewska (35,79 km²)
- Wyspa Spichrzów (24 ha)
- Wisłoujście
- Wyspa Żuławska
- Wyspa Nowakowska

## Sztuczne wyspy
- Chełminek (pow. 10 ha)
- Wyspa Estyjska (2 km²)
- Wyspa Refulacyjna (3 ha)
- Nowa Torpedownia
- Stara Torpedownia

## Wyspy śródlądowe

### Wyspy odrzańskie w Opolu
- Wyspa Bolko (pow. 1,15 km²)
- Wyspa Pasieka (45 ha)

### Wyspy odrzańskie we Wrocławiu
- Kępa Mieszczańska
- Wielka Wyspa
- Wyspa Piasek
- Wyspa Słodowa
- Wyspa Bielarska
- Wyspa Młyńska
- Tamka (pow. 0,4 ha)
- Wyspa Opatowicka
- Wyspa Rędzińska

### Wyspy odrzańskie wPolicach
- Polickie Łąki (pow. 3,6 km²)
- Kiełpiński Ostrów
- Wielki Karw
- Mały Karw
- Długi Ostrów
- Mnisi Ostrów (Wyspa Mnichów) (0,3 km²)
- Skolwiński Ostrów (1,6 km²)

### Wyspy odrzańskie wSzczecinie, pod Szczecinem oraz na jeziorzeDąbie
- Bielawa
- Brynecki Ostrów
- Czapli Ostrów
- Czarnołęka (pow. 2,7 km²)
- Dąbska Przybrzeżna
- Dębina (5,16 km²)
- Długi Święty Ostrów
- Gryfia (20 ha)
- Kacza Wyspa
- Kępa Jeżyka
- Kępa Parnicka (25 ha)
- Kiełpińska Kępa
- Klucki Ostrów
- Koci Ostrów
- Kurowskie Łęgi (1,2 km²)
- Łasztownia
- Mewia Wyspa
- Mieleńska Łąka
- Obnicki Ostrów (0,3 ha)
- Ostrów Mieleński (1,48 km²)
- Ostrów Węgorzy
- Przymoście
- Ptasi Ostrów
- Radolin
- Regalicki Chełm
- Sadlińskie Łąki (22 ha)
- Siedlińska Kępa
- Skolwiński Ostrów (1,6 km²)
- Stare Pło (60 ha)
- Święty Ostrów
- Ustowskie Mokradła (2,77 km²)
- Warnia Kępa
- Wielka Kępa
- Wielkie Bagno Kurowskie
- Wielkie Pło (31 ha)
- Wyspa Akademicka (1,8 ha)
- Wyspa Grodzka (15 ha)
- Wyspa Jaskółcza (0,923 ha)
- Wyspa Kopa
- Wyspa Krzaczasta
- Wyspa Mały Róg
- Wyspa Pucka
- Wyspa Żurawia
- Zaklucki Ostrówek
- Zaleskie Łęgi (11,0 km²)
- Żabia Kępa
- Żurawka

### Wyspy na innych rzekach
- Ostrów Tumski na Warcie w Poznaniu
- Wyspa Młyńska na Brdzie w Bydgoszczy (pow. 6,5 ha)
- Wyspa Solna na Parsęcie w Kołobrzegu

### Wyspy wKrainie Wielkich Jezior Mazurskich

#### Jezioro Bełdany
- Wyspa Kamieńska/Mysia
- Wyspa Piaseczna
- Wyspa Wygańska

#### Jezioro Dargin
- Poganickie Kępy

#### Jezioro Dobskie
- Wyspa Gilma (pow. 9,8 ha)
- Wyspa Heleny
- Wyspa Lipka (Dobskie)
- Wysoki Ostrów (Wyspa Kormoranów) 2 ha

#### Jezioro Kirsajty
- Wyspa Kirsajty
- Wyspa Kurka
- Wyspa Sidorkwa

#### Jezioro Kisajno
- Wyspa Czapla
- Dębowa Górka
- Duży Ostrów
- Górny Ostrów
- Wielka Kiermuza
- Wyspa Muszla
- Mały Ostrów (Kisajno)
- Wyspa Olchowa
- Wyspa Ptasia (Kisajno)
- Sosnowy Ostrów
- Świtalowy Ostrów
- Wronie Kępy

#### Jezioro Łabap
- Wyspa Ilma
- Wyspa Ilma Wielka

#### Mamry
- Mała Kępa (Mamry)/Piramidalna
- Wyspa Sosnówka
- Wyspa Upałty (pow. 67 ha)

#### Jezioro Niegocin
- Grajewska Kępa
- Wyspa Ptasia

#### Jezioro Nidzkie
- Wyspa Kopanka
- Koński Ostrów
- Królewski Ostrów
- Wyspa Łysa/Duża
- Mały Ostrów (Nidzkie)
- Płaski Ostrów

#### Orzysz
- Różany Ostrów
- Wąski Ostrów

#### Śniardwy
- Czarci Ostrów (pow. 3,2 ha)
- Wyspa Kaczor
- Wyspa Pajęcza (3,6 ha)
- Szeroki Ostrów (70 ha)

#### Święcajty
- Wyspa Kocia
- Wyspa Tartaczna

#### Tajty
- Wyspa Malinowa

#### JezioroTałty
- Duża Wyspa

#### JezioroWiartel
- Wyspa Słomka

### Wyspy na jeziorzeJeziorak
- Wielka Żuława (pow. 82,4 ha)
- Wielki Bukowiec
- Wyspy Gierczak
- Mała Żuława
- Czaplak
- Rybackie Kępy
- Wyspa Łąkowa
- Lipowy Ostrów
- Kobiecy Ostrów
- Wyspa Kępka
- Wyspa Polajńska
- Zielony Ostrów

#### Wyspy na jeziorzePłaskim
- Wyspa Stodółka
- Leśny Ostrów
- Wyspa Samotna

### Wyspy naPojezierzu Drawskim

#### JezioroDrawsko
- Wyspa Bagienna
- Wyspa Bielawa (pow. 80 ha)
- Wyspa Czapla
- Wyspa Dzika (Bobrowa)
- Wyspa Kacza
- Wyspa Lelum
- Wyspa Mokra
- Wyspa Polelum
- Wyspa Samotna
- Wyspa Środkowa
- Wyspa Zachodnia
- Wyspa Żurawia

### Wyspy naPojezierzu Szczecineckim

#### Jezioro Trzesiecko
- Wyspa Biwakowa
- Wyspa Łabędzia
- Wyspa Mysia (połączona groblą z brzegiem jeziora)
- Wyspa Ptasia
- Wyspa Sitowia
- Wyspa Szczupaka
- Wyspa Ślusarska (połączona groblą z brzegiem jeziora)

#### Jezioro Wielimie
- Wyspa Owcza (pow. 96,13 ha)

### Wyspy na innych jeziorach
Jezioro Wdzydze
- Ostrów Wielki (pow. 90,66 ha)
- Glonek
- Ostrów Mały
- Sorka
- Sidły
- Mielnica
- Przerośla
- Ceronek
- Trzepcyn
- Ostrówek

Jezioro Niedzięgiel
- Wyspa Znicz

#### Jezioro Mikorzyńskie
- Wyspa Św.Klary

#### Rusałka
- Łabędzia Wyspa

#### JezioroWełtyń
- Wyspa Koźla,
- Wyspa Dzicza,
- Wyspa Ptasia.

#### Jezioro Solińskie
- Wyspa Energetyk (pow. 34 ha)
- Wyspa Skalista
- Wyspa Zajęcza
- Wyspa Okresowa

Jezioro Rożnowskie
- Grodzisko (Małpia Wyspa)

(lista niepełna)